# 南京路 (上海)

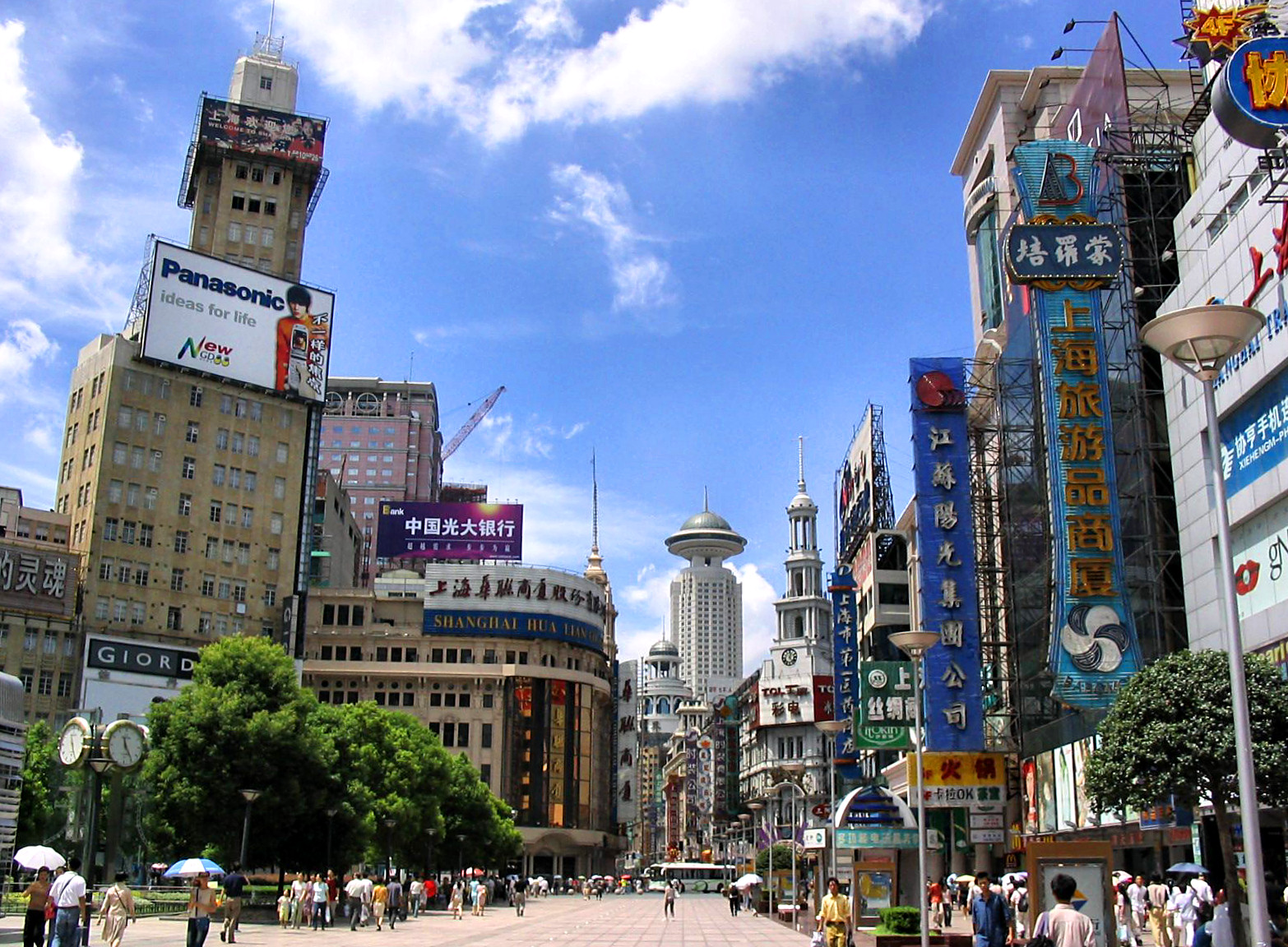
南京路は世界で最も交通量の多い繁華街の一つである。

南京路（なんきんろ、簡体字中国語: 南京路、拼音: Nánjīng Lù、英語: Nanjing Road）は、中華人民共和国上海市を通る道路。沿線は繁華街として知られる。
現在の南京路は南京東路（簡体字中国語: 南京东路、拼音: Nánjīngdōnglù）と南京西路（簡体字中国語: 南京西路、拼音: Nánjīngxīlù）に分けられている。ただ「南京路」とだけ表す場合は1945年以前の南京路である南京東路を現すことが多い。歩道の幅がとても広いのが特徴。拼音制定以前は、英語では"Nanking Road"と表記していた。

## 概要
南京路は上海市中部を東西に走っている。東部に当たる南京東路は黄浦区を外灘から上海人民公園まで走っており、西部に当たる南京西路は人民公園から静安区へ続いている。

## 歴史
南京路の歴史は1851年にさかのぼる。このときはパーク路と呼ばれバンドの河南路から伸びていた。1854年、これは最初は澎湖路まで伸び、その八年後に西蔵中路まで伸びた。1865年、市議会から南京路と公式に呼ばれるようになり、共同租界全体で管理するようになった。20世紀のはじめに入ると大型のデパートが八店舗建設され、多くのフランチャイズ店も進出するようになり、中国語では「大馬路」と呼ばれるようになった。
1943年、共同租界が終わりを迎えると、政府は旧南京路街を南京東路と改め、旧南京路から西に伸びていた静安寺（バブリングウェル）路を南京西路と改称し、このふたつをあわせて南京路とした。この路街の統合で南京路の総延長は5kmになった。
2000年、上海市議会発案の開発計画で、河南中路から西蔵中路までのエリアが歩行者天国として再開発された（南京路歩行街）。歩道の広さは28メートル、長さは1200メートルに及んでいる。
2007年に静安、黄浦の区議会は南京路の都市機能を上げるためのさらなる再開発を認めた。この計画ではシャンゼリゼ通りの委員会から求められた親善関係を求める提案を受けることが盛り込まれている。

## 特徴

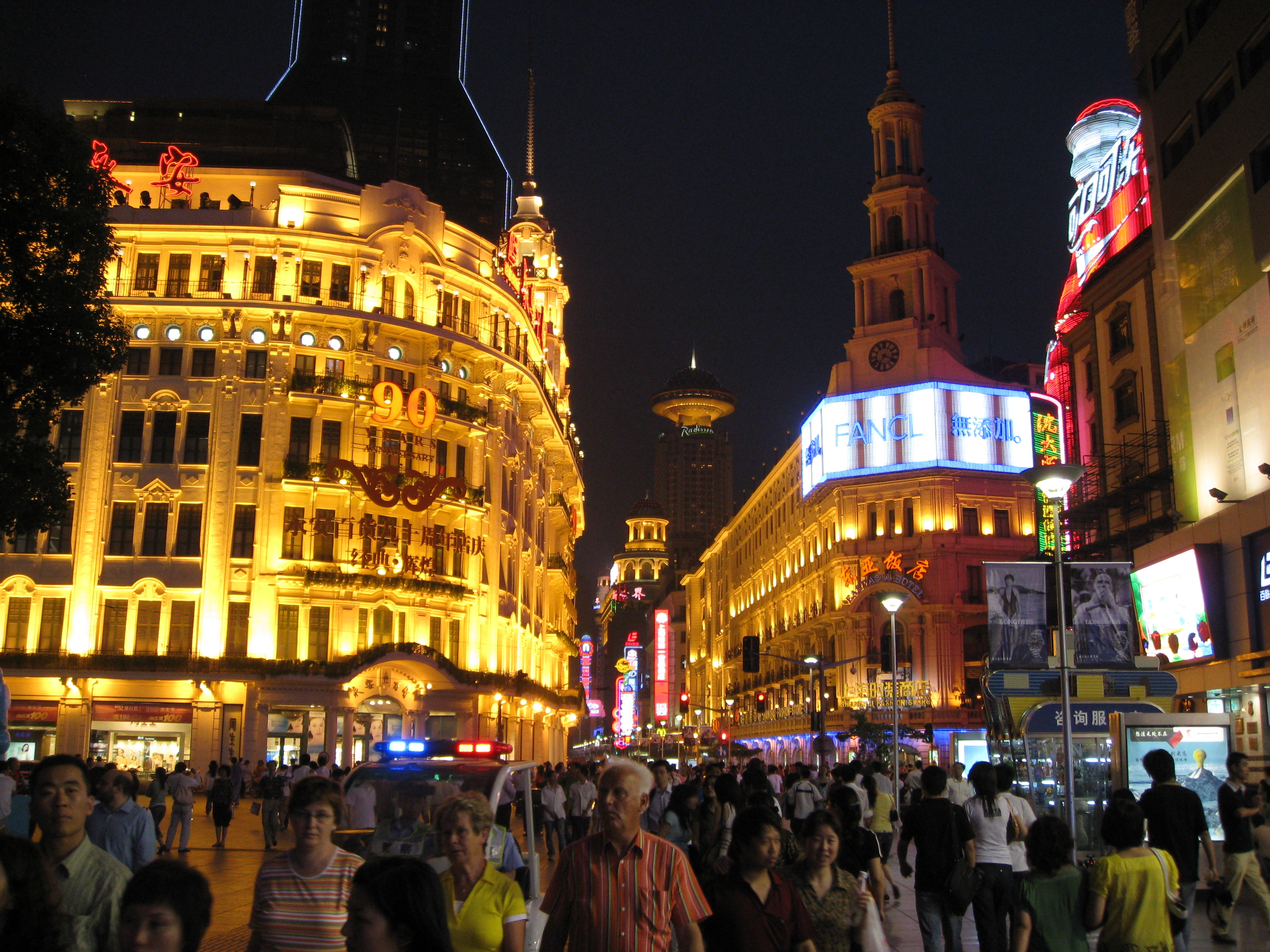
南京路に多く見られる新古典主義の建築物

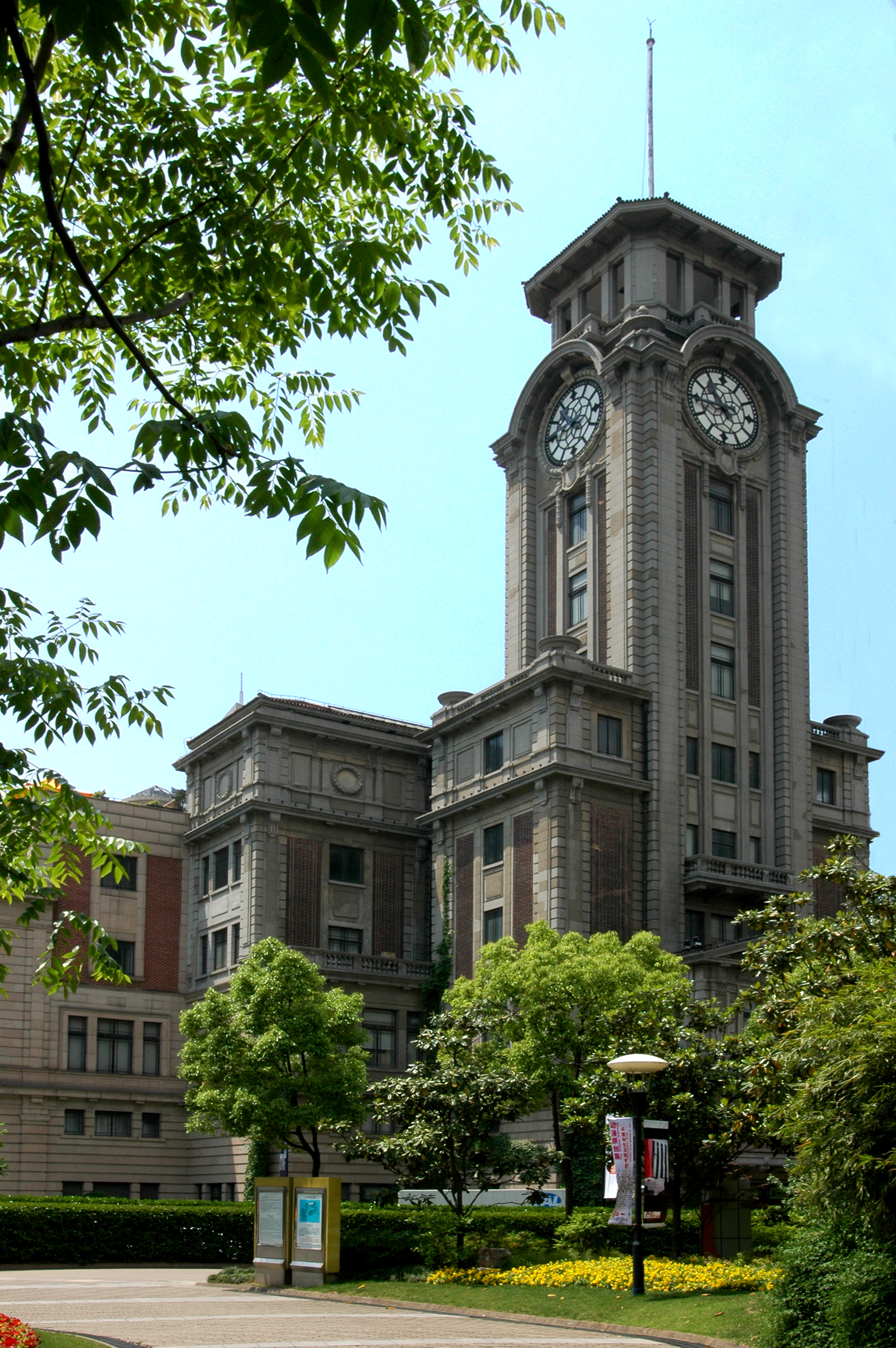
上海美術館

南京路は新古典主義建築が多い。1世紀以上前から南京路全体が上海の中心繁華街になっている。
南京東路は特に商業の発達した地域になっている。東端はバンドの中心から始まっており、平和ホテルが有名である。バンドのすぐ西はヨーロッパ式のカフェやレストランが並んでいた。近年これらの建物は上海に住んでいる富裕層よりも国内に住んでいる観光客を多く集めていることがわかった。近くには一世紀前から市場が開かれている中央市場もある。近年は電子部品とデジタルメディアの製品が売られている。更に西には南京路歩行者天国が広がっている。ここには上海でも最古で最大のデパートがあり、様々な国内の小売店、歴史の長いレストランなども見られる。
歩行者天国と南京東路は昔上海競馬場があった上海人民公園で終わっている。ここまでが共同租界であった部分である。
公園を越えて西には上海で最も古く権威のあるホテル群が並び、パークホテルもこの中にある。南京西路はここから始まり、ここからは過去の越界路である。高級商店やオフィスビルが立ち並んでいる。上海展覧中心もここにある。過去には幾つか大きな邸宅や団地があったが、現在これらは政府により取り壊されている。
南京路は世界最長のショッピングモールでありおおよそ6kmにも至る。一日に100万人もの人が訪れるという。
中国の春節や、大晦日、クリスマスや復活祭などの日にイベントが行われる。また、幾つかの商店やショッピングセンターでは花火が打ち上げられる。
座標: 北緯31度14分05秒 東経121度28分28秒 / 北緯31.23472度 東経121.47444度